# Falles de Tarragona
Les Falles de Tarragona són una versió de les falles de València que es van celebrar a Tarragona entre el 1933 i el 1936.

## Història
L'any 1932 un grup de ferroviaris d'origen valencià traslladats a Tarragona van iniciar les gestions per tal de celebrar unes festes falleres. Com que en aquesta ciutat les iniciatives festives sempre quallen, de seguida es va crear una comissió fallera i l'any 1933 es plantava la primera falla tarragonina, la falla de l'Estació Central, a l'aleshores Rambla del 14 d'Abril.
La falla i la crema el dia de Sant Joan van tenir molt èxit i l'any següent es van plantar sis falles. El 1935 van ser tres i el 1936, tres més. Els actes durant les Festes i Falles eren similars als que s'organitzaven a València, amb música, concerts i elecció de les falleres. L'esclat de la Guerra Civil va aturar aquestes festes i mai més es van tornar a celebrar.